# Нусрета Кобић
Нусрета Кобић (Зеница, ?) босанскохерцеговачка је интерпретаторка севдаха. Пјева у Институту севдаха, фондацији Омера Побрића. Најпознатије интерпретације Кобићеве су Нејма љепше књиге од Кур’ана, Рамазан мјесец одабран, Шећер Мујо и бесједе твоје, Цијела Босна, Мајка шехида итд. Била је учесница три фестивала у Лукавцу (1996. године је освојила признање за најбољу интерпретацију). Била је гошћа програма 15. ноћи Зеница самер феста која је била насловљена „Свјетски а наши”.

## Дискографија
Албуми
- Нејма љепше књиге од Кур’ана (1995, ОМЕГА)
- Севдах пјесме (?)